# Timotheos von Herakleia
Timotheos von Herakleia (altgriechisch Τιμόθεος Timótheos; * um 360 v. Chr.; † 337 v. Chr.) war als älterer Sohn und Nachfolger des Tyrannen Klearchos von 352 bis 337 v. Chr. Dynast der am  Schwarzen Meer gelegenen Stadt Herakleia Pontike.
Nach der Ermordung des Klearchos (352 v. Chr.) übernahm dessen Bruder Satyros als Regent und Vormund des minderjährigen Timotheos und dessen jüngeren Bruders Dionysios die Herrschaft über Herakleia Pontike. Er verwaltete die Stadt im Sinne seiner Neffen und übergab Timotheos 345 v. Chr. die Regierung, als dieser genügend herangewachsen war. Die gemeinsame Herrschaft der beiden Brüder wird durch ein erhaltenes Fragment der Lokalgeschichte des antiken Historikers Memnon von Herakleia und durch Münzen, auf denen ihre Namen zusammen erscheinen, bezeugt.
Isokrates richtete 345 v. Chr. ein Schreiben an Timotheos, in dem er an ihn appellierte, eine wohltätige Herrschaft über die von ihm regierte Stadt auszuüben. Memnon führt im Einzelnen aus, dass sich die Regierung des Timotheos tatsächlich positiv von jener seines Vaters abhob. So habe er u. a. die Verbindlichkeiten von Schuldnern durch die Staatskasse beglichen sowie für wichtige Bedürfnisse zinsenlose Darlehen gewährt und sei in seiner Eigenschaft als Richter sehr gewissenhaft verfahren. Auch habe er siegreiche Kriege geführt. Seine Untertanen hätten ihn als Wohltäter (Euergetes) und Retter (Soter) verehrt. Timotheos starb bereits 337 v. Chr. und wurde sehr betrauert. Sein Bruder Dionysios war bisher sein Mitregent gewesen und folgte ihm nun als Herrscher von Herakleia Pontike. Zu Ehren seines toten Bruders veranstaltete Dionysios prächtige Agone.